# 吉田菜穂
吉田 菜穂（よしだ なほ、1981年 - ）は、元さくらんぼテレビアナウンサー。
山形県山形市出身、早稲田大学卒業。2005年3月に入社。2008年1月退社。
地上デジタル放送推進大使のさくらんぼテレビ代表だった。

## 在籍時の担当番組
- SAYスーパーニュースお天気担当＆土・日のニュース
- FNNスピーク山形ローカルニュース
- SAY'SELECTION